# Inter arma enim silent leges
Inter arma enim silent leges (с лат. — «Во время войны безмолвствуют законы») — латинское выражение, которое буквально означает «потому что среди оружия законы молчат», но чаще переводится как «во время войны безмолвствуют законы».

## Древний Рим
Афоризм, вероятно, был впервые применён Цицероном в его опубликованной речи Pro Milone, но фактическая формулировка Цицерона звучала так: Silent enim lēgēs inter arma.
Когда Цицерон использовал эту фразу, политически мотивированное насилие толпы было обычным явлением. Вооруженные банды во главе с лидерами партизан контролировали улицы Рима, при этом такие лидеры избирались на высокие посты.
Другие латинские писатели также использовали это выражение. Например, Святой Иероним в Письме 126.

## Соединённые Штаты Америки
Запрос президента США Авраама Линкольна о приостановлении действия права на хабеас корпус во время Гражданской войны в США в конечном итоге привёл к решению по делу Ex parte Merryman (1861 года) главного судьи Роджера Б. Тони в качестве судьи США. Окружной суд округа Мэриленд:

1. Что президент ... не может приостановить действие судебного приказа о хабеас корпус или уполномочить на это военного офицера.
2. Что военный офицер не имеет права арестовывать и задерживать лицо, не подпадающее под действие правил и статей войны  ... кроме как при помощи судебной власти и под её контролем.

Правительство США прямо сослалось на максиму в своей аргументации по этому делу, отметив (с дополнительной ссылкой на Цицерона): «Эти [поправки к Биллю о правах], по правде говоря, являются всеми мирными положениями Конституции и, как и все другие конвенциональные и законодательные законы и постановления безмолвствуют среди оружия, когда безопасность людей становится высшим законом».
Уменьшение прав граждан во время Второй мировой войны было поддержано Верховным судом США в деле Хирабаяси против Соединённых Штатов (1943 года) В деле было установлено, что введение комендантского часа в отношении представителей группы меньшинств является конституционным, когда нация находится в состоянии войны со страной происхождения этой группы. Ясуи против Соединённых Штатов было сопутствующим делом, решение по которому было принято в тот же день.
В более современном использовании эта фраза стала лозунгом подрыва гражданских свобод в военное время. Эта максима также звучала сразу же после терактов 11 сентября, из-за чего с новой силой подверглась сомнению в средствах массовой информации Соединённых Штатов. Смысл поговорки, как она используется в настоящее время, заключается в дебатах о том, подчиняются ли гражданские свободы долгу самообороны нации во время войны.
В 1998 году председатель Верховного суда Уильям Ренквист в книге «Все законы, кроме одного: гражданские свободы в военное время» предположил, что наименее оправданное ограничение гражданских свобод вряд ли будет принято судами в будущих войнах. Также маловероятно, что гражданская свобода будет занимать столь же привилегированное положение в военное время, как и в мирное. При этом желательно, чтобы суды уделяли более пристальное внимание основаниям для утверждений правительства о том, что необходимо ограничить гражданские свободы. Подытоживая, Ренквист подчеркнул: «Таким образом, законы не будут молчать во время войны, но они будут говорить несколько другим голосом».

В 2004 году помощник судьи Антонин Скалиа использовал эту фразу, чтобы осудить множественное решение по делу Хамди против Рамсфелда, которое оставило в силе задержание гражданина США как вражеского комбатанта без предъявления обвинения или приостановления действия хабеас корпус:
Многие считают не только неизбежным, но и вполне уместным, чтобы свобода уступала место безопасности во время национального кризиса, который, в крайних случаях военной необходимости, inter arma silent leges. Какими бы ни были общие достоинства мнения о том, что война заглушает закон или изменяет его голос, этому мнению нет места в толковании и применении Конституции, предназначенной именно для противодействия войне и, в соответствии с демократическими принципами, для её приспособления. 

## В культуре
Эта фраза использовалась в качестве названия для эпизода научно-фантастического телесериала «Звёздный путь: Глубокий космос 9» в 1999 году. В этом эпизоде персонаж адмирал Уильям Дж. Росс использует фразу Inter arma enim silent leges, чтобы оправдать сомнительный с моральной точки зрения акт шпионажа, совершенный во время Войны Доминиона.